# Claude Mondésert
Claude Mondésert (28  de julho de 1906 - 12 de setembro de 1990) era um teólogo francês e jesuíta de Fourvière, em Lião. Foi cofundador, com Jean Daniélou e Henri de Lubac, da coleção " Sources Chrétiennes ", publicada pela Cerf, que dirigiu por quase 40 anos. Ele era mestre em pesquisa no Centro Nacional de Pesquisa Científica e membro da Academia de Ciências, Letras e Artes Finas de Lião.

## Biografia
Especializado no estudo dos Padres da Igreja e nos primórdios do cristianismo, Claude Mondésert traduziu e editou várias obras de Clemente de Alexandria e Filão de Alexandria.
Em 1977, em Lião, ele participou do simpósio sobre a perseguição de cristãos em Lugduno no ano 177.
Claude Mondésert também dedicou dois trabalhos à Congregação de Notre-Dame de Sion e seus dois fundadores, Théodore e Alphonse Ratisbonne.

## Obras
- Les Écrits des Pères apostoliques, 1, La Didachè, 1979.
- Lire les Pères de l'Église, Sources chrétiennes, 1988.
- Inscriptions grecques et latines de la Syrie, 5, Émésèn, 1959.
- Le Monde grec ancien et la Bible, 1984.
- Clément d'Alexandrie: Introduction à l'étude de sa pensée religieuse à partir de l'Écriture, Paris, Aubier, 1944; réimpr., Aubier, 2008.
- Le Pédagogue, de Clément d'Alexandrie, trad. de Claude Mondésert, introduction et notes de Henri-Irénée Marrou.
- Les Stromates, de Clément d'Alexandrie, trad. de Claude Mondésert.
- Le Protreptique, de Clément d'Alexandrie, trad. de Claude Mondésert.
- Les Œuvres de Philon d'Alexandrie, 1961-1962.
- De Vita Mosis, de Philon d'Alexandrie, trad. de Claude Mondésert.
- Legum Allegoriae, de Philon d'Alexandrie, trad. de Claude Mondésert.
- Manuel pour mon fils, de Dhuoda; introd., texte critique, notes par Pierre Riché, trad. par Bernard de Vregille et Claude Mondésert, 1975.
- « Conclusions », in CNRS (Ed.), Les Martyrs de Lyon (Colloques internationaux du centre national de la recherche scientifique, n° 575), Paris, 1978.
- La Règle de saint Benoît, conférence donnée à l'Académie des sciences, arts et belles-lettres de Lyon, 9 décembre 1980.
- Les Ursulines de l'Union romaine (avec Henri de Lubac), Lescuyer, 1956.
- Théodore et Marie-Alphonse Ratisbonne, 3 vol., Lescuyer.
- Les Religieuses de Notre-Dame de Sion, Lyon, Lescuyer, 1956.